# Євангелізація
Євангелізація (від грец. euangelidzo — несу, виголошую добру новину) - проповідування світові суті Євангелія як основи християнства.

Кожна з чотирьох канонічних Євангелій закінчується, а Дії святих апостолів починається словами Христа, які можна назвати Великим Дорученням Сина Божого. 
Ідіть, отже, і зробіть учнями всі народи: христячи їх в ім'я Отця і Сина і Святого Духа; навчаючи їх берегти все, що я вам заповідав. Отож я з вами по всі дні аж до кінця віку. (Мт. 28:19-20)
Суть цього Великого Доручення – проголошувати радісну звістку усім людям у світі про те, що через віру в Сина Божого Ісуса Христа, Його смерть і воскресіння кожен може отримати спасіння від усякого роду гріха і прокляття, єдність з Богом і вічне життя в Його Царстві (Ів.3:16).
Христос бажає, щоб Його Церква проповідувала Євангеліє повсюди, набувала учнів у всіх націях і народах. Господь підкреслює цю думку різними притчами: жінка, яка шукала загублену монету (Лк.15:9), пастух - вівцю (Лк.15:5), батько- блудного сина (Лк.15:11). 
Євангелізація — це не тільки форма проповідування, але перш за все форма життя: євангелізувати — означає жити, слухаючи голосу Отця й стаючи Його голосом, як Ісус.

## Див.також
- Євангеліє
- Благовістник
- Катехізація